# 아서 그린우드

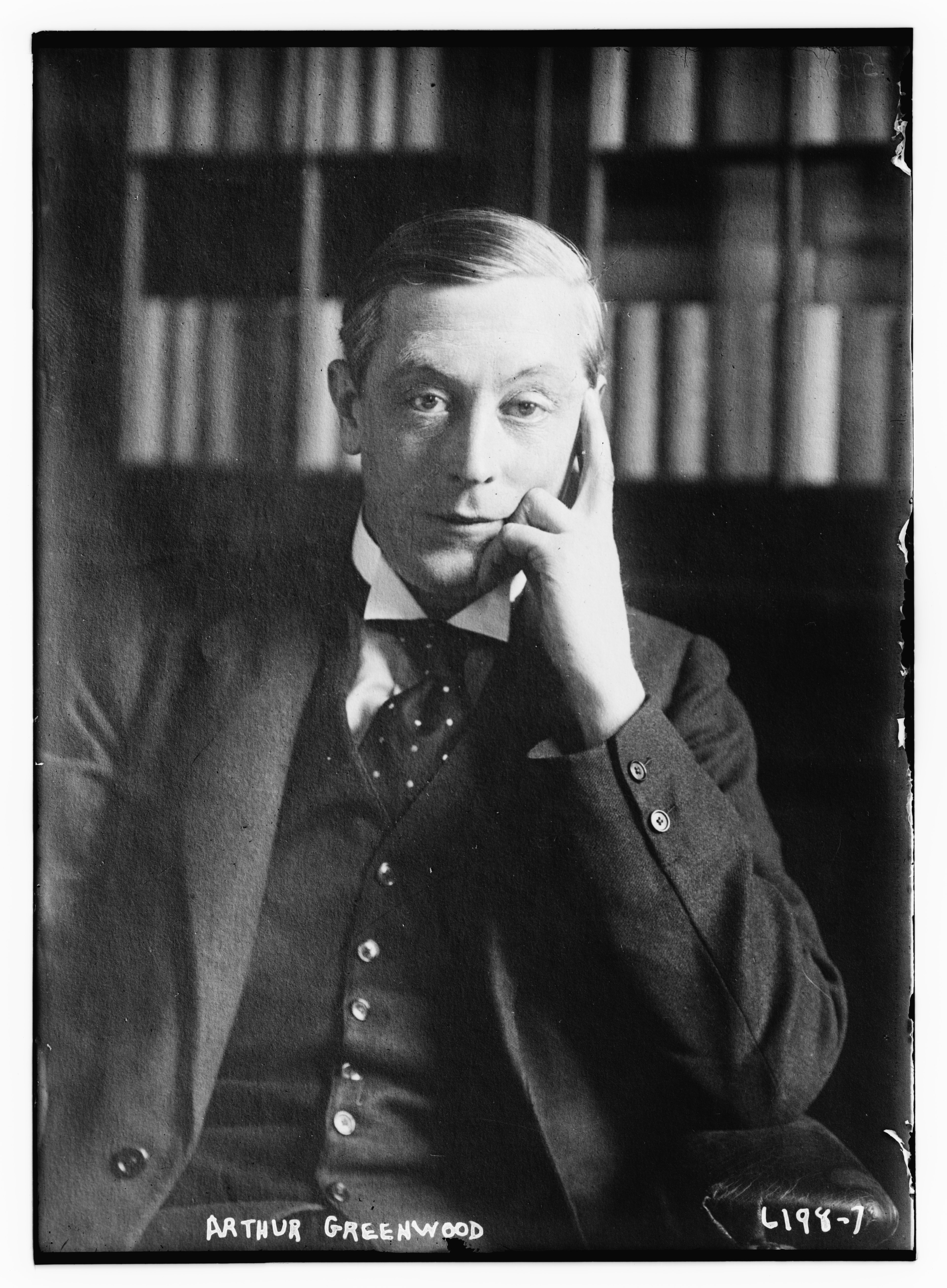
아서 그린우드

아서 그린우드(영어: Arthur Greenwood, 1880년 2월 8일~1954년 6월 9일)는 영국의 정치인이다. 1920년대부터 1940년대까지 여러 공직을 맡으면서 노동당 내 유력 인사로 활동하였다.